# Виторкьяно
Виторкьяно (итал. Vitorchiano) — коммуна в Италии, располагается в регионе Лацио, подчиняется административному центру Витербо.
Население составляет 3214 человека (на 2001 г.), плотность населения составляет 107,74 чел./км². Занимает площадь 29,83 км². Почтовый индекс — 01030. Телефонный код — 0761.
Покровителем коммуны почитается Архангел Михаил. Праздник ежегодно празднуется 8 мая.